# Aeroporto Internacional de Santarém
Luchthaven Santarém–Maestro Wilson Fonseca is de luchthaven van Santarém, Brazilië. Hij is vernoemd naar de componist Wilson Dias da Fonseca (1912–2002), die in Santarém geboren werd. De luchthaven wordt uitgebaat door Infraero.

## Historie
Luchthaven Santarém-Maestro Wilson Fonseca Airport bevindt zich ongeveer midden tussen Manaus en Belém, waarmee hij als alternatief kan dienen voor internationale vluchten. De luchthaven werd geopend op 31 maart 1977 en was onder beheer van de Braziliaanse luchtmacht tot hij in de jaren 80 werd overgedragen aan Infraero. De luchthaven verving een andere faciliteit die gelegen was in een wijk die nu "Old Airport" genoemd wordt, en nu een drukke woonwijk is. De voormalige startbaan is tot straat omgebouwd.

## Ongelukken en incidenten
- 28 november 1995: een Fairchild Hiller FH-227 van TABA met registratie PP-BUJ die een vrachtvlucht van Belém naar Santarém uitvoerde, crashte bij een tweede poging te landen op Santarém. Er zat een passagier op de stoel van de copiloot, en zowel beide piloten als een van de twee passagiers aan boord kwamen om het leven.[1]

- 11 september 2008: een Embraer 711C Corisco van W&J Taxi Aéreo met registratie PT-NNM die een vrachtvlucht van Alenquer naar Santarém uitvoerde, crashte op 11 kilometer van de luchthaven. De piloot stortte het vliegtuig in de Tapajós rivier nadat de motor was uitgevallen. Eerste berichten spraken van mechanische problemen, maar een lokale krant berichtte later dat het vliegtuig over onvoldoende brandstof beschikte. Van de drie inzittenden overleefden er 2, die werden gered door een kleine boot die toevallig langs voer. Het lichaam van één passagier werd later op 800 m van de crashlocatie gevonden. Het vliegtuig werd geborgen voor onderzoek.[2]

## Bereikbaarheid
De luchthaven bevindt zich op 15 kilometer van het centrum van Santarém.